# Aeroporto di Strasburgo-Entzheim
L'aeroporto di Strasburgo Entzheim è un aeroporto francese situato vicino alla città di Strasburgo, nel dipartimento del Basso Reno, è il decimo aeroporto francese per traffico passeggeri.

## Statistiche
Questo grafico non è disponibile a causa di un problema tecnico.
Si prega di non rimuoverlo.
Vedi la query Wikidata di origine.